# Britisch-indische Beziehungen
Die Britisch-indische Beziehungen sind das zwischenstaatliche Verhältnis zwischen dem Vereinigten Königreich und Indien. Das Verhältnis beider Staaten hat eine lange Vorgeschichte: die Britische Ostindien-Kompanie gewann im 17. Jahrhundert Einfluss auf Indien, beginnend in Bengalen nach der Schlacht bei Plassey (1757). In einer Reihe von Kriegen konnte die Kompanie ihre Einflusszone schließlich auf den gesamten indischen Subkontinent ausweiten. Misswirtschaft und Unterdrückung führten schließlich zum Indischen Aufstand von 1857, der von britischen Truppen niedergeschlagen wurde. Danach war Indien ab 1858 eine britische Kolonie. Es wurde als „Kronjuwel des britischen Empire“ bezeichnet und war dessen mit Abstand bevölkerungsreichster Bestandteil. Die Kontrolle über Indien schwächte sich durch den Aufschwung der indischen Unabhängigkeitsbewegung und zwei Weltkriege schließlich ab und 1947 übergaben die Briten die Regierungsgewalt an eine einheimische Regierung. Das britische Erbe beeinflusste Indien jedoch nachhaltig, so ist die englische Sprache heute Amtssprache in Indien und Cricket der Nationalsport. Während des Kalten Krieges versuchte sich Indien von der alten Kolonialmacht zu distanzieren und die politischen Beziehungen mit Großbritannien waren eher kühl, jedoch blieb Indien Teil des Commonwealth of Nations und entsendete zahlreiche Gastarbeiter nach Großbritannien. Nach 1990 haben die Beziehungen deutlich intensiviert und beide Länder unterhalten im 21. Jahrhundert sehr enge politische, wirtschaftliche und kulturelle Kontakte mit einer Zusammenarbeit zunehmend auch auf der strategisch-sicherheitspolitischen Ebene. David Cameron bezeichnete die Beziehungen zwischen dem Vereinigten Königreich und Indien 2013 als eine neue „special relationship“.

## Geschichte

### Frühe Beziehungen

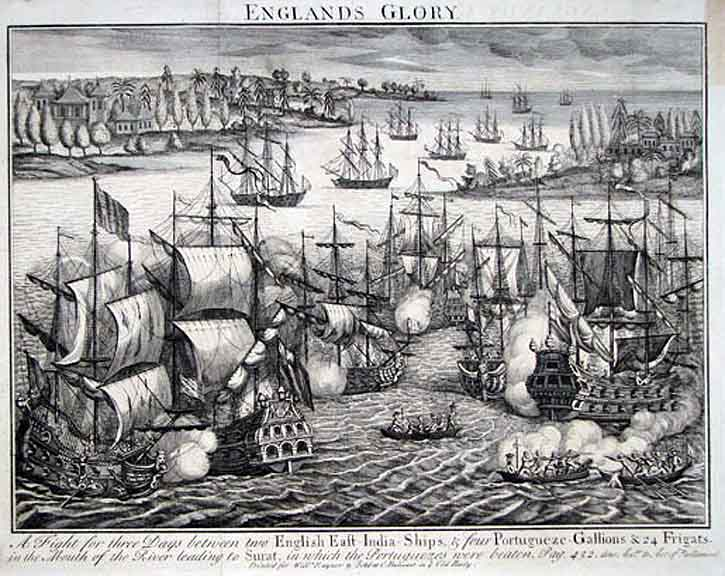
Britisch-portugiesisches Seegefecht bei Suvali (1612)

Ein früher englisch-indischer Kontakt wurde in den angelsächsischen Chroniken von 883 n. Chr. erwähnt, wo überliefert ist, dass König Alfred von Wessex Almosen und zwei Boten an den Schrein des Apostel Thomas in Indien geschickt haben soll. Die erste direkte Verbindung zwischen England und dem Mogulreich entstand im frühen 17. Jahrhundert. Königin Elisabeth I. erteilte 1600 der Englischen Ostindien-Kompanie (English East India Company, EIC) ein königliches Handelsmonopol, um in Asien mit Gewürzen, Textilien und anderen Gütern zu handeln. 1608 landeten die ersten englischen Kaufleute in Indien; 1615 entsandte König Jakob I. mit Sir Thomas Roe einen offiziellen Gesandten an den Hof des Mogulkaisers Jahangir, um über Handelsrechte zu verhandeln. Roe hielt sich vier Jahre am Hof auf und erhielt schließlich ein kaiserliches Farmān (Edikt), das den Engländern erlaubte, Handelsniederlassungen (Factories) in Mogulgebieten zu etablieren. In dieser frühen Phase beschränkten sich die Briten auf den Küstenhandel, geschützt durch die Zustimmung lokaler Herrscher. So entstanden im 17. Jahrhundert wichtige britische Handelsstützpunkte in Surat (Gujarat), Madras, Bombay sowie Calcutta.
Die Beziehungen waren vorwiegend kommerziell geprägt und friedlich, sofern die EIC die Oberhoheit der einheimischen Reiche anerkannte. Konkurrenz und Konflikte ergaben sich eher mit anderen europäischen Mächten: 1612 besiegten die Engländer im Seegefecht vor Suvali die Portugiesen und sicherten sich die Gunst der Mogulregierung; bis 1623 setzten sie sich auch gegen die Niederländer durch, die ihren Schwerpunkt fortan auf Südostasien verlagerten. Indische Herrscher gewährten den Engländern Handelsprivilegien, erwarteten im Gegenzug jedoch Unterstützung – etwa durch englische Kriegsschiffe gegen portugiesische Seeräuber. Diese Klientelbeziehungen erlaubten es der Ostindienkompanie, mit der Zeit zu einer wichtigen politischen, wirtschaftlichen und militärischen Macht auf dem Subkontinent aufzusteigen. Das Mogulreich befand sich nach dem Tod Kaiser Aurangzebs 1707 im zunehmenden Zerfall, was einheimischen und ausländischen Mächten die Expansion ermöglichte.

### Wachsender britischer Einfluss auf dem Subkontinent

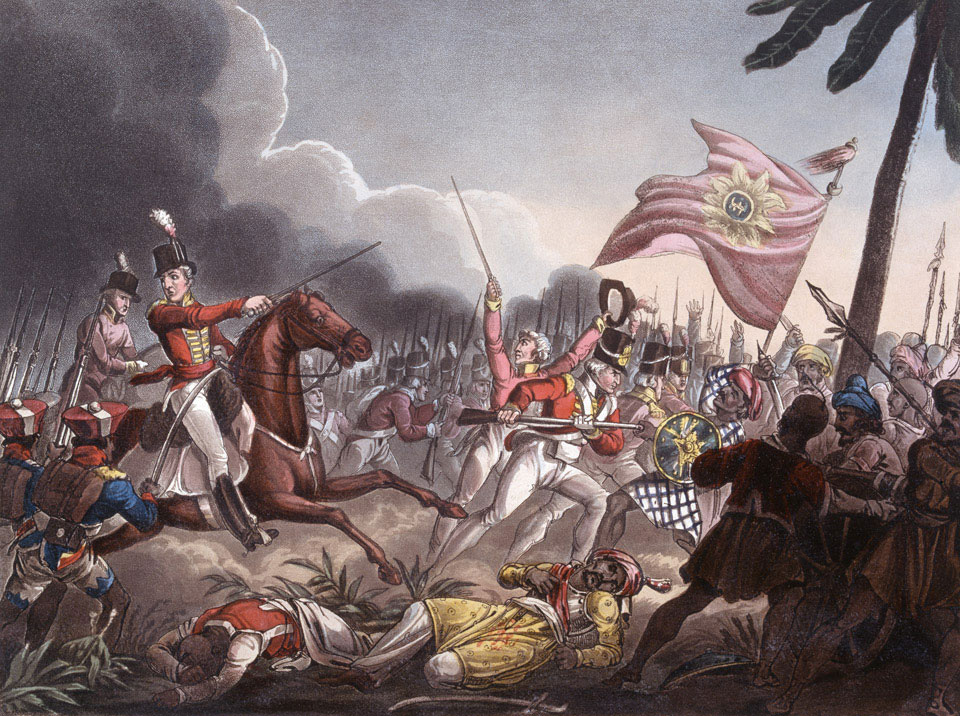
Generalmajor Wellesley befehligt seine Truppen in der Schlacht von Assaye (1803)

Mitte des 18. Jahrhunderts nutzte Großbritannien die Machtkämpfe auf dem indischen Subkontinent zu seinen Gunsten. Im Siebenjährigen Krieg (1756–1763) gerieten die EIC und die französische Compagnie des Indes in einen offenen Kampf um die Vorherrschaft in Indien. Entscheidende Bedeutung erlangte die Schlacht bei Plassey (23. Juni 1757) in Bengalen: Robert Clive führte dort ein EIC-Heer trotz großer numerischer Unterzahl zum Sieg über den Nawab von Bengalen, Siraj-ud-Daulah, und dessen französische Verbündete. Dieses Ereignis gilt als entscheidender Schritt für die Briten, da es der EIC faktisch die Kontrolle über die reiche Provinz Bengalen verschaffte und den Grundstein für die britische Territorialherrschaft legte. In den folgenden Jahren setzte die Kompanie Marionettenherrscher (wie Mir Jafar in Bengalen) ein und sicherte sich vom geschwächten Mogulhof 1765 offiziell das Diwani-Recht auf die Steuererhebung in Bengalen und Bihar. Die enormen Einnahmen aus diesen Provinzen nutzte die Company, um ihre Handelsaktivitäten zu finanzieren und sein stehendes Heer zu unterhalten. Britische Beamte wie Clive häuften dabei großen persönlichen Reichtum an, während Bengalens Wirtschaft ausgeplündert wurde – eine Praxis, die später als „Drain of Wealth“ (Abfluss des Reichtums) kritisiert wurde. Ein Begriff, den der Intellektuelle Dadabhai Naoroji bereits 1867 prägte.

Rebellengebiete 1857

Im Laufe des späten 18. und frühen 19. Jahrhunderts dehnte die Ostindien-Kompanie ihren Einfluss durch eine Mischung aus militärischen Eroberungen und Bündnisverträgen systematisch aus. In einer Reihe von Kriegen besiegten die Briten die mächtigsten Regionalreiche Indiens: die Mysore-Kriege (1767–1799) endeten mit dem Tod Tipu Sultans und der Unterwerfung des Sultanats Mysore; die Marathenkriege (1775–1818) führten zur Zerschlagung von Maratha; und in der Punjab gelangte nach den Anglo-Sikh-Kriegen (1845–1849) mit dem Sieg über das Sikh-Reich ebenfalls unter britische Kontrolle. Parallel dazu zwang Generalgouverneur Richard Wellesley um 1800 vielen kleineren Fürstenstaaten sogenannte Subsidiarallianzen auf: Die Fürsten durften formal weiterregieren, mussten aber britische Truppen stationieren und auf eigene Außenpolitik verzichten. 1803 marschierten die Briten in Delhi ein, was häufig als Beginn ihrer Herrschaft über Indien eingestuft wird. Bis zur Mitte des 19. Jahrhunderts war die EIC zur dominierenden Macht über den gesamten Subkontinent aufgestiegen – teils direkt verwaltet, teils indirekt über Vasallen wurde ein Raum von Burma bis Afghanistan beherrscht. Die letzten unabhängigen Gebiete wurden durch Lord Dalhousie’s Annexionspolitik einverleibt: Seine berüchtigte Doctrine of Lapse nutzte er, um Fürstentümer ohne Thronfolger wie Satara oder Jhansi anzuschließen. Dieses aggressive Vorgehen verletzte vielfach traditionelle Rechte und Privilegien der indischen Eliten (z. B. enteignete man zahlreiche Grundherren und Adlige). Die wachsende britische Vorherrschaft ging somit mit tiefen Eingriffen in die politische und gesellschaftliche Ordnung einher.
Der zunehmende Unmut flammte schließlich im Aufstand von 1857 offen auf. Die Erhebung begann im Mai 1857 als Meuterei indischer Sepoy-Soldaten der Kompanietruppen und weitete sich zu einem flächendeckenden Aufstand in Nord- und Zentralindien aus. Neben dem unmittelbaren Auslöser – der Einführung neuer, mit Tierfett geschmierter Patronen, die religiöse Tabus der hinduistischen und muslimischen Soldaten verletzten – gab es tief liegende Ursachen: Viele Inder empfanden die britische Dominanz und die Entmachtung der angestammten Fürsten und Grundbesitzer als demütigend; es herrschte Verunsicherung durch missionarische Aktivitäten und durch westliche Reformen (etwa Verbote von Witwenverbrennung und Kinderehe), die traditionelle Gesellschaftsstrukturen infrage stellten. Der Aufstand von 1857/58 wurde von den Briten nach blutigen Kämpfen niedergeschlagen. Die britische Regierung in London hatte das Vertrauen in die EIC verloren und löste diese ab August 1858 auf. Mit dem Government of India Act 1858 übernahm der britische Staat direkt die Herrschaft über Indien. Königin Victoria wurde zur Regentin von Indien proklamiert, und ein Vizekönig in Kalkutta trat an die Stelle der EIC-Verwaltung. Damit endete die Ära der Kompanieherrschaft (Company Raj) und die Periode der direkten britischen Kolonialherrschaft begann.

### Britisch-Indien

Flagge von Britisch-Indien

Verwaltungseinteilung von Britisch-Indien

Die Zeit des sogenannten British Raj (1858–1947) war gekennzeichnet durch die feste Eingliederung Indiens in das Britische Weltreich und durch tiefgreifende Veränderungen in Politik, Wirtschaft und Gesellschaft. Die britische Krone regierte Indien in dieser Zeit entweder direkt durch eigene Beamte oder indirekt über untergeordnete einheimische Fürsten. Etwa zwei Drittel des Landes wurden als britische Provinzen verwaltet, während rund 40 % als nominell autonome Fürstenstaaten unter britischer Oberhoheit standen. An der Spitze der Kolonialverwaltung stand ein von London eingesetzter Vizekönig (Governor-General), dem ein Indian Civil Service (ICS) aus britischen Beamten unterstand – Zugang für Inder war lange nur in Ausnahmefällen möglich. Königin Victoria wurde 1876 symbolisch zur „Kaiserin von Indien“ ausgerufen, was die Ideologie des Empire unterstrich. Die Briten betrieben eine Politik des „divide et impera“ (Teile und herrsche), um die enorme ethnische, sprachliche und religiöse Vielfalt Indiens zu beherrschen. Gleichzeitig brachten sie neue Institutionen: ein nach westlichem Vorbild geschaffenes Rechtssystem, eine zentrale Verwaltung und englischsprachige Hochschulen. Diese Maßnahmen dienten primär der effizienteren Kolonialherrschaft, bildeten aber ungewollt auch die Grundlage für ein modernes indisches Nationalbewusstsein – gebildete Inder eigneten sich die englische Sprache und politische Ideen wie Liberalismus und Demokratie an.
Die wirtschaftlichen Auswirkungen der britischen Herrschaft sind bis heute umstritten. Unbestreitbar ist, dass Indien während der Kolonialzeit relativ gesehen verarmte: Sein Anteil an der Weltwirtschaft schrumpfte von etwa 24 % um 1700 auf nur noch rund 4 % im Jahr 1950 laut der Schätzungen des Wirtschaftshistorikers Angus Maddison. Um 1750 besaß Indien noch rund ein Viertel der weltweiten Industrieproduktion, 1900 waren es nur noch ca. 2 %. Als häufiges Beispiel für den industriellen Niedergang Indiens unter der britischen Herrschaft wurde die Textilindustrie in Bengalen genannt, welche durch billige britische Importe und schädliche koloniale Zoll- und Steuerpolitik ruiniert wurde. Zudem belasteten hohe Steuerabgaben (u. a. Landsteuer, Salzsteuer) die indische Bevölkerung, während viele Einnahmen nach Großbritannien abgeführt wurden. Die Folgen für die Bevölkerung waren verheerend. Armut und Hungerkrisen prägten weite Teile Indiens im späten 19. Jahrhundert. Unter britischer Aufsicht kam es zu einer Serie großer Hungersnöte (z. B. 1770 in Bengalen, 1866 in Orissa, 1876–78 in Südindien, 1896–97 in Nordindien, 1943 in Bengalen), in denen nach heutiger Schätzung Dutzende Millionen Menschen starben. Allein die Hungersnot von 1876–78 forderte etwa 5 Millionen Tote, die von 1896–97 ebenfalls mehrere Millionen. Britische Kolonialbeamte wie Lord Lytton, der zur Zeit der „Großen Hungersnot“ 1876–78 Vizekönig war, hielten dennoch strikt an dem Export von Lebensmitteln und an der Zurückhaltung staatlicher Hilfen fest – teils aus dem Glauben an den freien Markt, teils aus sozialdarwinistischen und rassistischen Gründen, was auch für spätere Hungersnöte bis ins 20. Jahrhundert hinein der Fall war.
Verteidiger der britischen Kolonialherrschaft haben diese mit dem Verweis auf positive Aspekte gerechtfertigt. So schafften die Briten in ihrem Herrschaftsbereich formal die weit verbreitete Sklaverei ab, unterdrückten grausame lokale Praktiken wie das Witwenverbrennen (Sati) und führten in begrenztem Umfang Impfkampagnen und medizinische Versorgung nach westlichem Vorbild ein. Auch infrastrukturell prägten die Briten Indien: Ab den 1850er Jahren entstand ein dichtes Eisenbahnnetz, Telegrafenleitungen und ein modernes Postwesen, vorangetrieben mit britischem Kapital. Diese Verkehrsmittel erleichterten den Transport von Rohstoffen (Baumwolle, Jute, Weizen, Opium etc.) zu den Häfen und von dort in die ganze Welt. Die Eisenbahn half auch das Land wirtschaftlich zu einigen und bereitete es auf seine spätere Unabhängigkeit vor. Allerdings wurden sie weniger im Interesse der indischen Bevölkerung gebaut als zur Förderung britischer Handelsinteressen – eine Ambivalenz, die viele koloniale „Entwicklungsprojekte“ kennzeichnete. Insgesamt blieb die Alphabetisierung niedrig und die Sterblichkeit hoch. Die durchschnittliche Lebenserwartung begann erst zu Beginn des 20. Jahrhunderts langsam zu steigen und lag zum Zeitpunkt der Unabhängigkeit immer noch kaum über 30 Jahre. Amartya Sen, Ökonom und Nobelpreisträger, kam zum Schluss, dass die britische Kolonialzeit „eine Periode massiver ökonomischer Stagnation“ für Indien war.
Bereits 1885 gründeten westlich gebildete Inder den Indian National Congress als Forum, um mehr politische Teilhabe zu fordern. Anfangs waren die Forderungen moderat (etwa nach Verwaltungsreformen und der Zulassung indischer Beamter in hohen Positionen). Doch die Zugeständnisse blieben spärlich: Zwar wurden mit den India Acts 1909 und 1919 begrenzte beratende Rätekammern und eine geringe Wahlbeteiligung eingerichtet, doch die echte Macht lag weiterhin bei den Briten. Nach dem Ersten Weltkrieg – in dem über eine Million Inder in britischen Diensten kämpften – radikalisierten Ereignisse wie das Massaker von Amritsar 1919, bei dem britische Truppen Hunderte friedliche Demonstranten erschossen, die indische Öffentlichkeit. Mohandas K. Gandhi übernahm die Leitung des Führung der Unabhängigkeitsbewegung und mobilisierte Millionen mit seinen Prinzipien des gewaltfreien Widerstands (Satyagraha). Die 1920er und 1930er Jahre sahen mehrere Massenkampagnen: die Kampagne der Nichtkooperation (1920–22), den Salzmarsch 1930 gegen die Salzsteuer sowie die Quit India-Bewegung 1942 – stets begleitet von britischer Repression und tausenden Verhaftungen. Dennoch musste London Schritt für Schritt Reformen zulassen; 1935 verabschiedete das britische Parlament den Government of India Act, der föderale Elemente und erweiterte Selbstverwaltungsrechte vorsah, aber wegen des Zweiten Weltkriegs nur teilweise umgesetzt wurde. Im Zweiten Weltkrieg kämpfte erneut eine enorme Zahl indischer Soldaten (rund 2,5 Millionen) an der Seite Großbritanniens gegen die Achsenmächte, wobei mit Subhash Chandra Bose ein wichtiger Unabhängigkeitsführer mit diesen gegen die Briten kooperierte. Als Zugeständnis für die Loyalität der Inder mussten die Briten als Zugeständnis die volle Unabhängigkeit Indiens für die Nachkriegszeit versprechen.

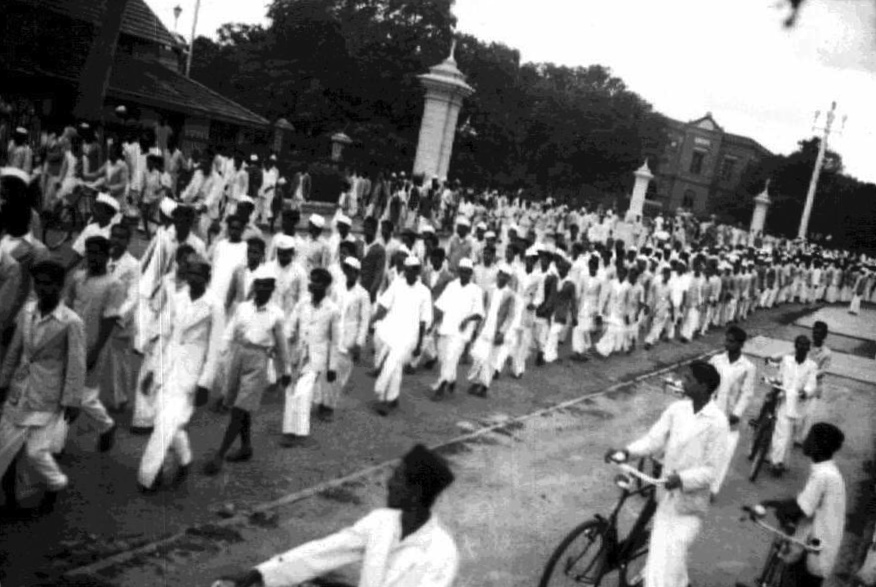
Quit-India-Bewegung 1942

Die Jahre des Zweiten Weltkriegs waren von einer weiteren schweren Hungersnot in Bengalen 1943 geprägt, die bis zu vier Millionen Menschen das Leben kostete. Der britischen Regierung unter Winston Churchill wurde dabei völlige Gleichgültigkeit vorgeworfen. 1947 gewährte Großbritannien schließlich die Unabhängigkeit, verbunden allerdings mit der Teilung Indiens in zwei Staaten: das mehrheitlich hinduistische Indien und das überwiegend muslimische Pakistan, nachdem sich muslimische und hinduistische Unabhängkeitsführer nicht auf einen Plan für einen gemeinsamen Staat hatten einigen können. Die Briten hatten diese religiöse Spaltung in die vorherigen Jahrzehnten immer wieder gerne für ihre eigenen Vorteile genutzt. Die Teilung Indiens im August 1947 nach dem Mountbattenplan (benannt nach Lord Mountbatten, dem letzten britisch-indischen Vizekönig) erfolgte ohne ausreichende Vorbereitungszeit und löste gewaltsame Massenvertreibungen aus, bei denen mehr 10 Millionen Menschen aus ihrer Heimat vertrieben wurden und bis zu eine Million den Tod fanden. Die missglückte Teilung löste auch den folgenden Streit um Kaschmir zwischen den aus Britisch-Indien hervorgangenen Staaten Pakistan und Indien aus, während verbliebene halbautonome Fürstenstaaten innerhalb der nächsten Jahre an die beiden großen Staaten angeschlossen wurden.

### Post-koloniale Beziehungen
Unmittelbar nach 1947 standen Indien und Großbritannien vor der Aufgabe, ihr Verhältnis auf eine neue Grundlage zu stellen. Indien entschied sich – anders als z. B. Birma oder später Irland – im Commonwealth zu verbleiben, dem losen Staatenbund ehemaliger britischer Territorien. Die Entscheidung von Premierminister Jawaharlal Nehru (der an der London School of Economics studiert hatte und ein Fabian Socialist war), Indien trotz republikanischer Verfassung im Commonwealth zu belassen, wurde in London mit großer Erleichterung und Wohlwollen aufgenommen. In den ersten Nachkriegsjahrzehnten verfolgten Indien und Großbritannien allerdings oft differierende außenpolitische Pfade. Indien profilierte sich als Führungsnation der Blockfreien, während Großbritannien im Kalten Krieg eng mit den USA verbündet war. Diese gegensätzlichen Ausrichtungen führten zu einer gewissen Distanz: Britische Regierungen betrachteten das sozialistisch orientierte, neutralistische Indien zeitweise mit Skepsis, während indische Politiker die britische Außenpolitik – etwa in der Suezkrise 1956 oder gegenüber dem Apartheid-Regime in Südafrika – offen kritisierten. Insbesondere die Haltung zu Südafrika wurde innerhalb des Commonwealth zum Zankapfel: Indien drängte früh auf Sanktionen gegen Pretoria und trat 1949 sogar vorübergehend aus dem Commonwealth-Außenministerkomitee aus Protest gegen die Aufnahme Apartheid-Südafrikas aus. Mit Indiens Erzfeind Pakistan befanden sich die Briten zeitweise in derselben Militärallianz, der SEATO, auch wenn die Briten sich um eine neutrale Position im Indo-pakistanischen Konflikt bemühten. 1961 kritisierte die britische Regierung die indische Übernahme von Portugiesisch-Goa und auch das Freundschaftsabkommens Indiens mit der Sowjetunion 1971 trug nicht zur Vertrauensbildung bei. David Cameron räumte 2015 ein, die bilateralen Beziehungen seien „für Jahre in gewisser Weise Gefangene der Vergangenheit“ gewesen. Tatsächlich waren beide in den ersten 50 Jahren nach der Unabhängigkeit keine „natürlichen Partner“ – zu frisch waren die Narben der Kolonialzeit, zu unterschiedlich oft die Interessen.

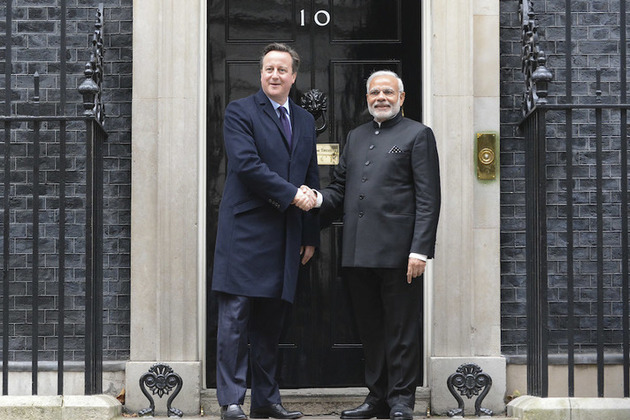
David Cameron und Narendra Modi in der Downing Street (2015)

Gleichzeitig rissen die menschlichen und kulturellen Bande zwischen den beiden Ländern nie ab. Bereits kurz nach 1947 ließ eine große Migration viele Inder dauerhaft nach Großbritannien übersiedeln. In den 1950er und 1960er Jahren kamen vor allem Arbeitskräfte – etwa aus dem Punjab für die britische Industrie oder aus Gujarat als Händler. Auch Flüchtlinge asiatischer Herkunft aus ehemaligen britischen Kolonien in Afrika (z. B. Inder aus Uganda 1972) fanden Zuflucht in Großbritannien. Ab den 1990er Jahren verbesserten sich auch die staatlichen Beziehungen merklich, als Indien nach dem Ende des Kalten Krieges seine Außenpolitik umorientierte und seine Wirtschaft liberalisierte. 2004 vereinbarten beide Länder eine „Strategische Partnerschaft“, die 2010 zu einer „Erweiterten Partnerschaft für die Zukunft“ ausgebaut wurde. Seither arbeiten London und Neu-Delhi in zahlreichen Bereichen eng zusammen – von der Verteidigung (gemeinsame Militärübungen, Rüstungskäufe) über Technologie und Innovation (Kooperation in Raumfahrt und IT) bis zur Gesundheit (etwa britisch-indische Impfstoffforschung). Durch das starke Wachstum der indischen Wirtschaft hat sich das alte Machtverhältnis zudem teilweise umgekehrt, einige Analysten sprechen davon, dass London heute stärker um die Gunst Neu-Delhis werben muss als umgekehrt. Eine Machtverschiebung, welche auch durch symboltrachtige Ereignisse die Übernahme der traditionellen britischen Autohersteller Jaguar und Land Rover durch die indische Tata-Gruppe 2008 markiert wurde. Im Mai 2021 schlossen Indien und das Vereinigte Königreich eine vertiefte strategische Partnerschaft (Comprehensive Strategic Partnership) mit einer „Roadmap“ um die gegenseitigen Beziehungen bis 2030 weiter zu vertiefen.

## Wirtschaftsbeziehungen
Die indisch-britischen Wirtschaftsbeziehungen haben eine lange Vorgeschichte und haben sich im 21. Jahrhundert deutlich intensiviert. Zwischen 1996/97 und 2016/17 stieg der gegenseitige Handel von 4,2 Milliarden US-Dollar auf 14 Milliarden US-Dollar an. 2024 war Indien der zwölftgrößte Handelspartner des Vereinigten Königreichs mit einem Gesamthandelsvolumen von 43 Milliarden Pfund. Hauptsächlich gehandelt werden Rohstoffe, Textilien, Nahrungsmittel, pharmazeutische Artikel, Maschinen, Autos, Stahl und sonstige industrielle Erzeugnisse. Ebenfalls eine wichtige Rolle in den gegenseitigen Wirtschaftsbeziehungen spielen Dienstleistungen wie Tourismus, Finanzen, IT-Outsourcing sowie Bildung. So lassen indische Eliten ihre Kinder gerne an britischen Universitäten ausbilden. 2023 studierten knapp 136.000 Inder an britischen Universitäten. Begünstigt durch die große indische Diaspora im Vereinigten Königreich gehört Indien auch zu den größten ausländischen Investoren im UK. Im Jahr 2019 erwirtschafteten indische Unternehmen im Vereinigten Königreich über 48 Milliarden Pfund und beschäftigten mehr als 105.000 Menschen im Vereinigten Königreich. Allein die Tata-Gruppe beschäftigte über 63.000 Menschen im Land. Im Gegenzug ist auch für britische Unternehmen Indien ein lukrativer Mark, die aufgrund der wachsenden Mittelklasse in Indien ihrer Präsenz im Land verstärkt haben. Über 600 in Indien aktive britische Unternehmen beschäftigten hier über 660.000 Menschen (Stand: 2023).
Trotz der gemeinsamen englischen Sprache und einigen rechtlichen und politischen Gemeinsamkeiten (z. B. Common Law und Demokratie) hat der britisch-indische Handel aufgrund erheblicher Handelshindernisse in Form von Zöllen und anderen Barrieren von indischer Seite noch nicht sein volles Potenzial entfalten können. Nach dem Ende der Kolonialzeit war Indien aufgrund der historischen Erfahrung stark auf die Wahrung seiner Unabhängigkeit bedacht. Im Januar 2022 nahmen die beiden Länder Verhandlungen über das Freihandelsabkommen zwischen beiden Ländern auf. Die Verhandlungen wurden im Mai 2025 erfolgreich abgeschlossen. Im Rahmen des Freihandelsabkommens wird Indien die Zölle auf 90 Prozent aller Warenimporte aus dem UK reduzieren und den Zugang für britische Dienstleistungsunternehmen zum indischen Markt erleichtern.

## Kulturbeziehungen

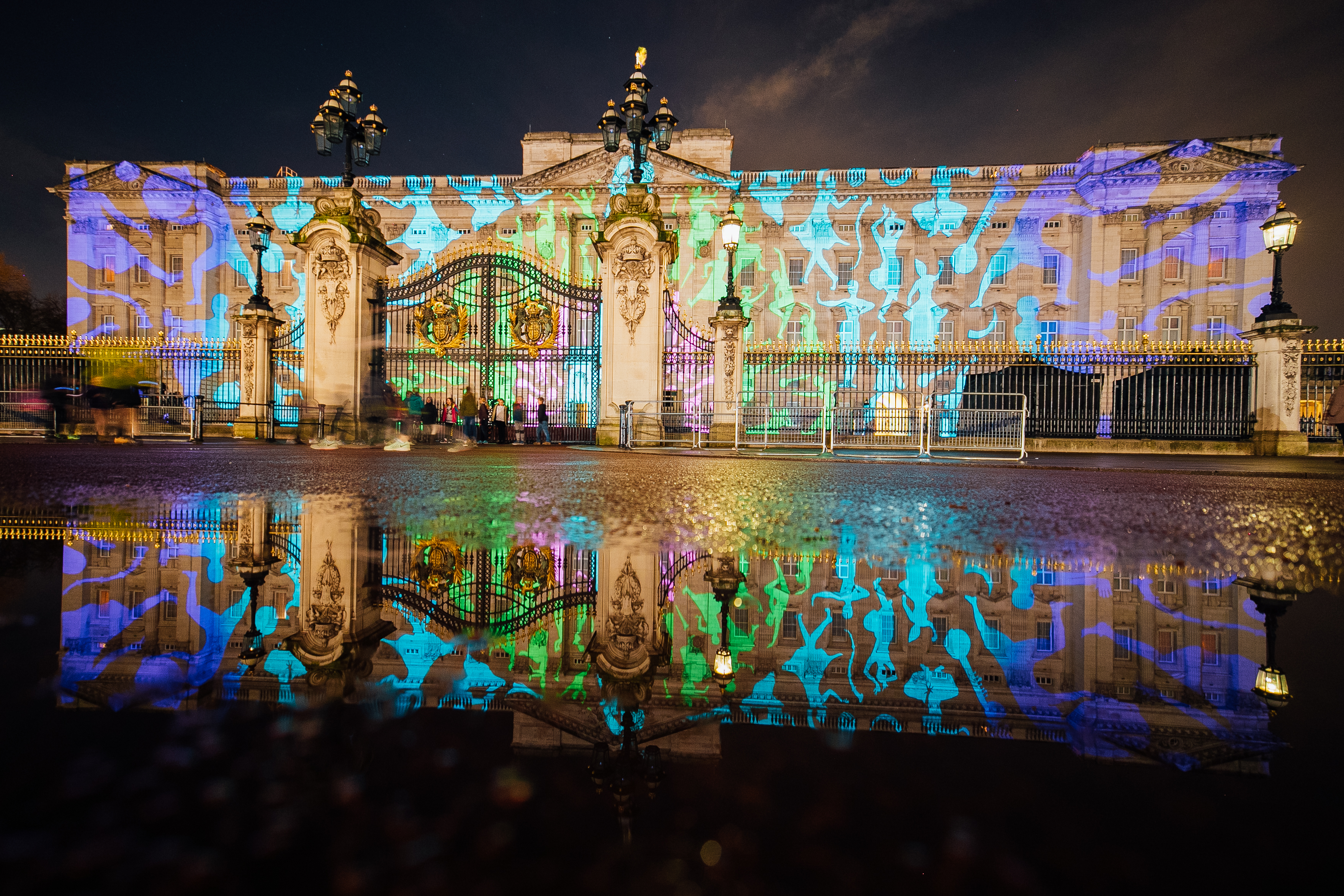
Beleuchtung des Buckingham Palace anlässlich des UK India Year of Culture (2017)

Intensive kulturelle Kontakte zwischen beiden Gesellschaften wurden bereits im 18. Jahrhundert etabliert. Einer der berühmtesten frühen indischen Einwanderer in Großbritannien war Sake Dean Mahomet, ein Kapitän der East India Company und gebürtig aus Patna. 1810 gründete er das erste indische Restaurant in London, das Hindoostanee Coffee House. Er wird auch für die Einführung von Shampoo und der indischen Küche im Vereinigten Königreich geschätzt. Während der Kolonialzeit trugen die Briten erheblich zur Erforschung der alten indischen Kultur bei und führten die englische Sprache und ihr eigenes Rechts- und Verwaltungssystem in Indien ein, was das Land bis heute gesellschaftlich und politisch geprägt hat. Wurde Indien von den Kolonisten in der Anfangszeit noch für seinen kulturellen und wirtschaftlichen Reichtum geschätzt, änderte sich in der Viktorianischen Zeit der britische Blick auf Indien, der nun von Arroganz und rassistischer Herablassung geprägt war. Die britischen Kolonialbeamten schotteten sich nun immer stärker ab. Durch die bitteren Aspekte der Kolonialzeit ist das Verhältnis deshalb bis heute von einer gewissen Ambivalenz geprägt. So versuchte Indien sich in der Unabhängigkeit von dem Erbe der britischen Vergangenheit zu lösen, z. B. durch die Umbenennung von Stadtnamen wie Bombay in Mumbai oder Madras in Chennai. Zahlreiche Exporte der Kolonialzeit haben sich allerdings erhalten wie z. B. die Beliebtheit der britischen Sportart Cricket im Land, in der die indische Nationalmannschaft eine Rivalität mit der englischen verbindet.
Eine Brücke zwischen beiden Ländern bildet neben der englischen Sprache (neben Hindi eine Amtssprache in Indien) die große indische Diaspora im Vereinigten Königreich. Im frühen 21. Jahrhundert leben rund zwei Millionen Menschen indischer Abstammung im Vereinigten Königreich (knapp 3 Prozent der Bevölkerung). Die Inder im Vereinigten Königreich gelten als gut integriert und wirtschaftlich erfolgreich und haben zahlreiche Beiträge zum Kulturleben der britischen Inseln geleistet. So stieg das indisch-britische Gericht Chicken tikka masala zum britischen Nationalgericht auf. 2008 gab es im Vereinigten Königreich knapp 9000 als Curry Houses bezeichnete indische Restaurants, die allerdings zu 90 % von Bangladeschern betrieben wurden. Im Oktober 2022 wurde mit Rishi Sunak erstmals eine indischstämmige Person britischer Premierminister. Im September 2023 traf dieser am Rande des G20-Gipfels den indischen Premier Narendra Modi. Analog zu den indischen Briten gibt es in Indien die Minderheit der Anglo-Inder, eine Kreolengruppe die zumeist aus Verbindungen britischer Kolonialbeamter mit einheimischen Frauen hervorging. Schätzungen zufolge gibt es 350.000 bis 400.000 Angehörige dieser Gruppe im modernen Indien.

## Sicherheitspolitische Zusammenarbeit
Im Laufe der Geschichte war Indien hauptsächlich mit Bedrohungen durch Invasionen von Land aus über seinen Nordwesten konfrontiert, was bedeutete, dass es bis zur Kolonialzeit keinen maritimen Schwerpunkt im Indischen Ozean hatte, als die britischen Herrscher Maßnahmen ergriffen, um die Seewege nach Indien durch den Sues und die Straße von Malakka zu schützen. In den ersten Jahrzehnten der indischen Unabhängigkeit war die indische Marine in Bezug auf Ausbildung und Unterstützung noch vom Vereinigten Königreich abhängig. Aufgrund mangelnder westlicher Unterstützung während des Kalten Krieges wandte sich Indien dann jedoch an die Sowjetunion, um Hilfe beim Aufbau seiner Marine zu erhalten. Nach dem Ende des Kalten Krieges kam es zu einer zunehmenden sicherheitspolitischen Konvergenz zwischen beiden Mächten, die häufig auf ihre gemeinsamen demokratischen Werte verweisen. Beide Länder unterstützten nach 2001 die von der NATO installierte Regierung in Afghanistan (bis zu ihrem erneuten Sturz durch die Taliban 2021). Die militärische Zusammenarbeit wurde verstärkt mit gemeinsamen Übungen der Seestreitkräfte seit 2004, der Luftstreitkräfte seit 2006 und der Armeen seit 2010. Es wurden außerdem einige Rüstungsgeschäfte vereinbart, wobei Frankreich und Russland jedoch einen deutlichen Vorteil gegenüber der britischen Rüstungsindustrie bei der Versorgung der indischen Streitkräfte haben.
Die Regierung des Vereinigten Königreichs kritisierte das indische Atomprogramm, begann es aber später zu akzeptieren. 2010 und 2015 wurden Abkommen zur Zusammenarbeit bei der Kernenergie unterzeichnet. 2024 unterzeichneten beide Seiten die Technology Security Initiative (TSI) zu verstärkten Zusammenarbeit in sensiblen Bereichen wie Telekommunikation, kritische Rohstoffe, Halbleiter, künstliche Intelligenz, Quantencomputer und Biotechnologie.

## Diplomatische Standorte

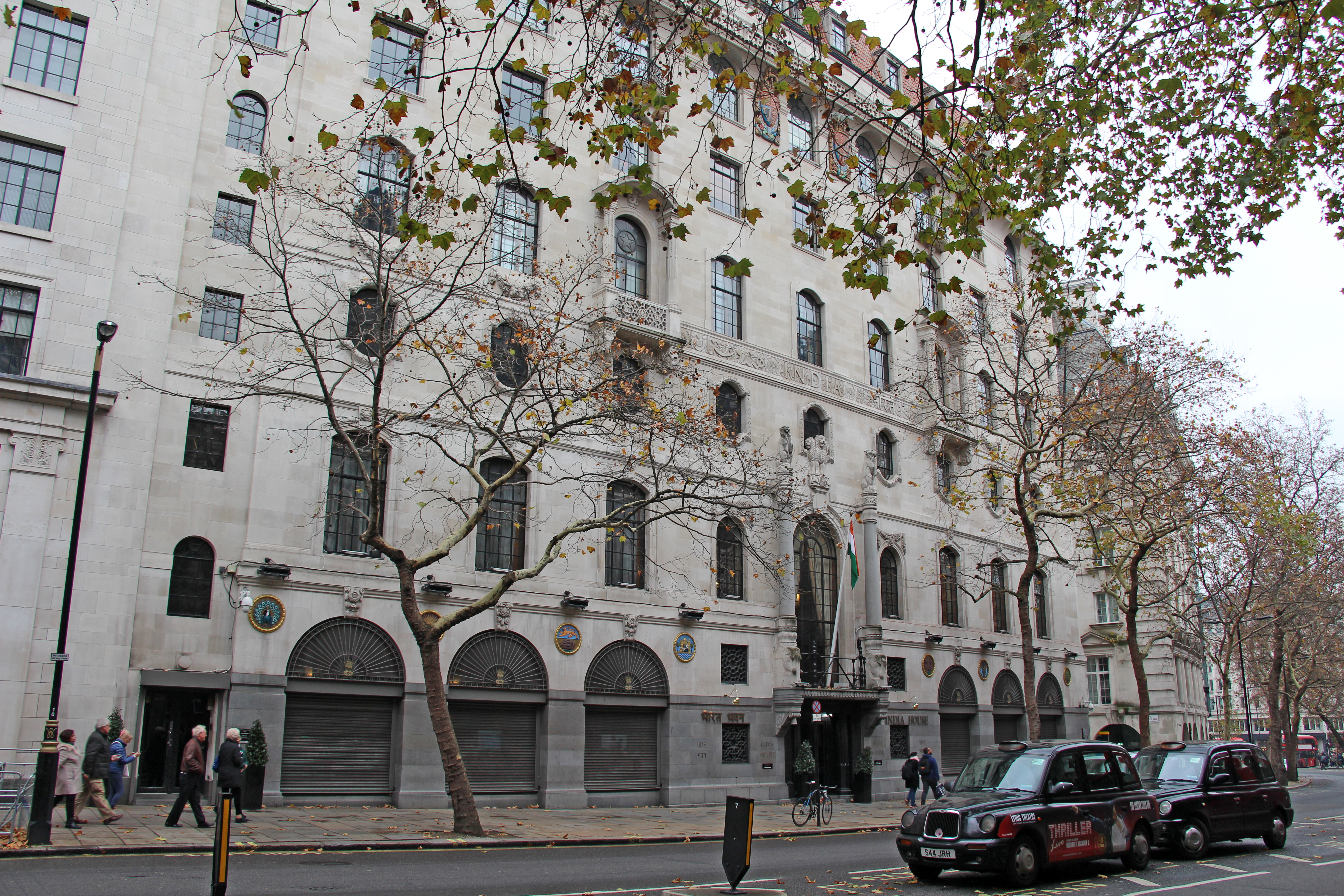
Indische Hochkomission in London (India House)

- Indien betreibt eine High Commission in London und Generalkonsulate in Belfast, Birmingham, Edinburgh und Manchester.
- Das Vereinigte Königreich betreibt eine High Comission in Neu-Delhi und Vertretungen in Mumbai, Ahmedabad, Chennai, Bangalore, Hyderabad und Kolkata.